# Brighton & Hove Albion Women Football Club 2020-2021
Questa voce raccoglie le informazioni riguardanti il Brighton & Hove Albion Women Football Club nelle competizioni ufficiali della stagione 2020-2021.

## Stagione
Il campionato di FA Women's Super League, il terzo consecutivo della società in massima serie, è stato concluso al sesto posto con 27 punti conquistati in 22 giornate, frutto di 8 vittorie, 3 pareggi e 11 sconfitte. In FA Women's Cup la squadra, che era partita dal quarto turno, è arrivata fino in semifinale, dove è stata sconfitta dall'Arsenal. In FA Women's League Cup la squadra non ha superato la fase a gruppi, avendo concluso in terza posizione.

## Maglie e sponsor
Le tenute di gioco solo le stesse adottate dal Brighton maschile.
| Casa | Trasferta | Terza divisa |

## Rosa
Rosa e numeri di maglia come da sito societario.
| N. |                          | Ruolo | Calciatrice                |
| -- | ------------------------ | ----- | -------------------------- |
| 1  | Irlanda (bandiera)       | P     | Megan Walsh                |
| 2  | Inghilterra (bandiera)   | D     | Bethan Roe                 |
| 3  | Inghilterra (bandiera)   | D     | Felicity Gibbons           |
| 4  | Inghilterra (bandiera)   | C     | Danielle Bowman (capitano) |
| 5  | Paesi Bassi (bandiera)   | D     | Danique Kerkdijk           |
| 6  | Inghilterra (bandiera)   | D     | Maya Le Tissier            |
| 7  | Inghilterra (bandiera)   | A     | Aileen Whelan              |
| 8  | Irlanda (bandiera)       | C     | Megan Connolly             |
| 9  | Corea del Sud (bandiera) | A     | Lee Geum-min               |
| 10 | Paesi Bassi (bandiera)   | C     | Inessa Kaagman             |
| 11 | Finlandia (bandiera)     | C     | Nora Heroum                |
| 12 | Irlanda (bandiera)       | A     | Denise O'Sullivan          |
| 12 | Finlandia (bandiera)     | D     | Emma Koivisto              |
| 13 | Nuova Zelanda (bandiera) | D     | Rebekah Stott              |

| N. |                        | Ruolo | Calciatrice          |
| -- | ---------------------- | ----- | -------------------- |
| 15 | Galles (bandiera)      | A     | Kayleigh Green       |
| 16 | Inghilterra (bandiera) | A     | Ellie Brazil         |
| 18 | Inghilterra (bandiera) | C     | Kirsty Barton        |
| 19 | Inghilterra (bandiera) | C     | Emily Simpkins       |
| 20 | Inghilterra (bandiera) | D     | Victoria Williams    |
| 21 | Inghilterra (bandiera) | C     | Jodie Brett          |
| 22 | Inghilterra (bandiera) | C     | Katie Robinson       |
| 23 | Irlanda (bandiera)     | A     | Rianna Jarrett       |
| 24 | Inghilterra (bandiera) | C     | Maisie Symonds       |
| 25 | Norvegia (bandiera)    | P     | Cecilie Fiskerstrand |
| 26 | Inghilterra (bandiera) | C     | Hollie Olding        |
| 29 | Inghilterra (bandiera) | C     | Faith Nokuthula      |
| 32 | Inghilterra (bandiera) | C     | Libby Bance          |

## Calciomercato

### Sessione estiva
| Acquisti | Acquisti          | Acquisti            | Acquisti      |
| R.       | Nome              | da                  | Modalità      |
| -------- | ----------------- | ------------------- | ------------- |
| P        | Sophie Harris     | Lewes               | fine prestito |
| P        | Katie Startup     | Charlton Athletic   | [ 6 ]         |
| D        | Rebekah Stott     | Melbourne City      | [ 7 ]         |
| C        | Nora Heroum       | Milan               | [ 8 ]         |
| C        | Inessa Kaagman    | Everton             | [ 9 ]         |
| C        | Katie Robinson    | Bristol City        | [ 10 ]        |
| A        | Lee Geum-min      | Manchester City     | in prestito   |
| A        | Denise O'Sullivan | N. Carolina Courage | in prestito   |

| Cessioni | Cessioni                | Cessioni          | Cessioni      |
| R.       | Nome                    | a                 | Modalità      |
| -------- | ----------------------- | ----------------- | ------------- |
| P        | Sophie Harris           | Watford           | [ 13 ]        |
| P        | Laura Hartley           | Lewes             | in prestito   |
| P        | Katie Startup           | Charlton Athletic | in prestito   |
| D        | Ellie Hack              | Lewes             | in prestito   |
| D        | Matilde Lundorf Skovsen | Juventus          | [ 16 ]        |
| D        | Laura Rafferty          | Bristol City      | in prestito   |
| D        | Bethan Roe              | Charlton Athletic | in prestito   |
| D        | Fern Whelan             |                   | ritirata      |
| C        | Léa Le Garrec           | Fleury            | [ 13 ]        |
| C        | Kate Natkiel            | Crystal Palace    | [ 13 ]        |
| C        | Amanda Nildén           | Juventus          | [ 13 ]        |
| A        | Maxime Bennink          | Reading           | fine prestito |
| A        | Ini-Abasi Umotong       | Växjö DFF         | [ 13 ]        |

### Sessione invernale
| Acquisti | Acquisti      | Acquisti             | Acquisti |
| R.       | Nome          | da                   | Modalità |
| -------- | ------------- | -------------------- | -------- |
| D        | Emma Koivisto | Kopparbergs/Göteborg | [ 20 ]   |

| Cessioni | Cessioni          | Cessioni            | Cessioni      |
| R.       | Nome              | a                   | Modalità      |
| -------- | ----------------- | ------------------- | ------------- |
| C        | Kirsty Barton     | Crystal Palace      | in prestito   |
| A        | Denise O'Sullivan | N. Carolina Courage | fine prestito |

## Risultati

### FA Women's Super League

#### Girone di andata
| Arbitro: | Whitton |

|                          |           |  |
| Connolly 58’ Kaagman 60’ | Marcatori |  |

| Manchester 13 settembre 2020, ore 14:00 UTC+1 2ª giornata | Manchester City | 0 – 0 referto | Brighton & Hove | Manchester City Academy Stadium\| Arbitro: \| Conley \| |
| Arbitro:                                                  | Conley          |               |                 |                                                         |

| Arbitro: | Swallow |

|                                      |           |  |
| Toone 9’ (rig.) Russo 67’ Ross 90+2’ | Marcatori |  |

| Arbitro: | Dowle |

|  |           |                                                               |
|  | Marcatori | 10’, 90+3’ Miedema 36’ Van de Donk 48’ Beattie 82’ Wubben-Moy |

| Arbitro: | Oliver |

|                             |           |                              |
| Christiansen 28’ Gauvin 71’ | Marcatori | 9’ (aut.) Sevecke 78’ Whelan |

| Arbitro: | Pearson |

|  |           |                               |
|  | Marcatori | 59’ Asante 90+2’ Petzelberger |

| Arbitro: | Byrne |

|  |           |             |
|  | Marcatori | 69’ Jarrett |

| Arbitro: | Russell |

|                                          |           |                    |
| Harrop 11’ Addison 63’ Morgan 84’ (rig.) | Marcatori | 33’ (rig.) Kaagman |

| Arbitro: | Benn |

|  |           |          |
|  | Marcatori | 21’ Kerr |

| Arbitro: | Byrne |

|                    |           |                              |
| Kaagman 21’ (rig.) | Marcatori | 17’, 44’ Fishlock 90+1’ Rowe |

| Arbitro: | Oliver |

|                                   |           |  |
| Daniëls 3’ Salmon 34’, 59’ (rig.) | Marcatori |  |

#### Girone di ritorno
| Solihull 17 gennaio 2021, ore 14:00 UTC+0 12ª giornata | Birmingham City | 0 – 0 referto | Brighton & Hove | Damson Park\| Arbitro: \| Conley \| |
| Arbitro:                                               | Conley          |               |                 |                                     |

| Arbitro: | Benn |

|             |           |                                                                |
| Jarrett 69’ | Marcatori | 12’, 16’ Weir 41’, 61’ Houghton 58’ White 73’ Kelly 77’ Beckie |

| Arbitro: | Hattersley |

|         |           |                        |
| Kerr 5’ | Marcatori | 8’ Whelan 78’ Connolly |

| Arbitro: | Searle |

|            |           |  |
| Whelan 31’ | Marcatori |  |

| Arbitro: | Pearson |

|                  |           |  |
| Kaagman 61’, 74’ | Marcatori |  |

| Arbitro: | Conley |

|  |           |                               |
|  | Marcatori | 21’ Whelan 81’ (rig.) Kaagman |

| Arbitro: | Hattersley |

|  |           |                                                       |
|  | Marcatori | 24’ (rig.) Christiansen 25’, 48’, 79’ Raso 64’ Magill |

| Arbitro: | Hattersley |

|                    |           |  |
| Kaagman 25’ (rig.) | Marcatori |  |

| Arbitro: | Benn |

|                |           |  |
| Nobbs 27’, 77’ | Marcatori |  |

| Arbitro: | Simms |

|                                               |           |              |
| F. Williams 36’ (rig.) Carter 43’ Harding 55’ | Marcatori | 44’, 45’ Lee |

| Arbitro: | Fearns |

|                                   |           |              |
| Le Tissier 7’ Lee 52’ Kaagman 76’ | Marcatori | 61’ Harrison |

### FA Women's Cup
| Crawley 18 aprile 2021, ore 14:00 UTC+1 Quarto turno | Brighton & Hove | 1 – 0 referto | Bristol City | Broadfield Stadium |
| \| \| \| \| \| Kaagman 64’ (rig.) \| Marcatori \| \| |                 |               |              |                    |
|                                                      |                 |               |              |                    |
| Kaagman 64’ (rig.)                                   | Marcatori       |               |              |                    |

| Crawley 16 maggio 2021, ore 12:00 UTC+1 Quinto turno                                                     | Brighton & Hove | 6 – 0 referto | Huddersfield Town | Broadfield Stadium |
| \| \| \| \| \| Heroum 16’ Jarrett 26’ Davies 36’ (aut.) Gibbons 65’ Kerkdijk 68’, 78’ \| Marcatori \| \| |                 |               |                   |                    |
| |                 |               |                   |                    |
| Heroum 16’ Jarrett 26’ Davies 36’ (aut.) Gibbons 65’ Kerkdijk 68’, 78’                                   | Marcatori       |               |                   |                    |

| Arbitro: | Heaslip |

|             |           |  |
| Gibbons 68’ | Marcatori |  |

| Arbitro: | Byrne |

|                                    |           |  |
| Little 50’ Mead 54’ Williamson 76’ | Marcatori |  |

### FA Women's League Cup
| Arbitro: | Hughes |

|                                |                      |                                       |
| Connolly 42’ Jarrett 61’       | Marcatori            | 31’ Daly 82’ Flaherty                 |
| Jarrett Heroum Williams Bowman | Tiri di rigore 2 – 4 | Van Egmond Grant Daly Pacheco Lehmann |

| Bexley 4 novembre 2020, ore 19:45 UTC+0 Gruppo D - 2ª giornata | Charlton Athletic | – annullata | Brighton & Hove | The Oakwood |

| Arbitro: | Atkin |

|  |           |                          |
|  | Marcatori | 28’ Harding 73’ Eikeland |

## Statistiche

### Statistiche di squadra
| Competizione            | Punti | In casa | In casa | In casa | In casa | In casa | In casa | In trasferta | In trasferta | In trasferta | In trasferta | In trasferta | In trasferta | Totale | Totale | Totale | Totale | Totale | Totale | DR  |
| Competizione            | Punti | G       | V       | N       | P       | Gf      | Gs      | G            | V            | N            | P            | Gf           | Gs           | G      | V      | N      | P      | Gf     | Gs     | DR  |
| ----------------------- | ----- | ------- | ------- | ------- | ------- | ------- | ------- | ------------ | ------------ | ------------ | ------------ | ------------ | ------------ | ------ | ------ | ------ | ------ | ------ | ------ | --- |
| FA Women's Super League | 27    | 11      | 5       | 0       | 6       | 11      | 24      | 11           | 3            | 3            | 5            | 10           | 17           | 22     | 8      | 3      | 11     | 21     | 41     | -20 |
| FA Women's Cup          | -     | 3       | 3       | 0       | 0       | 8       | 0       | 1            | 0            | 0            | 1            | 0            | 3            | 4      | 3      | 0      | 1      | 8      | 3      | +5  |
| FA Women's League Cup   | -     | 2       | 0       | 1       | 1       | 2       | 4       | 0            | 0            | 0            | 0            | 0            | 0            | 2      | 0      | 1      | 1      | 2      | 4      | -2  |
| Totale                  | -     | 16      | 8       | 1       | 7       | 21      | 28      | 12           | 3            | 3            | 6            | 10           | 18           | 28     | 11     | 4      | 13     | 31     | 48     | -17 |

### Andamento in campionato
| Giornata  | 1 | 2 | 3 | 4 | 5 | 6 | 7 | 8 | 9 | 10 | 11 | 12 | 13 | 14 | 15 | 16 | 17 | 18 | 19 | 20 | 21 | 22 |
| --------- | - | - | - | - | - | - | - | - | - | -- | -- | -- | -- | -- | -- | -- | -- | -- | -- | -- | -- | -- |
| Luogo     | C | T | T | C | T | C | T | T | C | C  | T  | T  | C  | T  | C  | C  | T  | C  | C  | T  | T  | C  |
| Risultato | V | N | P | P | N | P | V | P | P | P  | P  | N  | P  | V  | V  | V  | V  | P  | V  | P  | P  | V  |
| Posizione | 1 | 3 | 7 | 7 | 8 | 9 | 8 | 8 | 9 | 9  | 9  | 9  | 9  | 8  | 8  | 7  | 6  | 6  | 6  | 6  | 6  | 6  |

Legenda:

Luogo: C = Casa; T = Trasferta. Risultato: V = Vittoria; N = Pareggio; P = Sconfitta.

### Statistiche delle giocatrici
| Giocatore       | FA Women's Super League | FA Women's Super League | FA Women's Super League | FA Women's Super League | FA Women's Cup | FA Women's Cup | FA Women's Cup | FA Women's Cup | FA Women's League Cup | FA Women's League Cup | FA Women's League Cup | FA Women's League Cup | Totale   | Totale | Totale      | Totale     |
| Giocatore       | Presenze                | Reti                    | Ammonizioni             | Espulsioni              | Presenze       | Reti           | Ammonizioni    | Espulsioni     | Presenze              | Reti                  | Ammonizioni           | Espulsioni            | Presenze | Reti   | Ammonizioni | Espulsioni |
| --------------- | ----------------------- | ----------------------- | ----------------------- | ----------------------- | -------------- | -------------- | -------------- | -------------- | --------------------- | --------------------- | --------------------- | --------------------- | -------- | ------ | ----------- | ---------- |
| L. Bance        | 10                      | 0                       | 1                       | 0                       | ?              | -              | -              | -              | 1                     | 0                     | 0                     | 0                     | 11+      | 0      | 1           | 0          |
| K. Barton       | 3                       | 0                       | 0                       | 0                       | ?              | -              | -              | -              | 2                     | 0                     | 0                     | 0                     | 5+       | 0      | 0           | 0          |
| D. Bowman       | 13                      | 0                       | 3                       | 0                       | ?              | -              | -              | -              | 2                     | 0                     | 0                     | 0                     | 15+      | 0      | 3           | 0          |
| E. Brazil       | 15                      | 0                       | 1                       | 0                       | ?              | -              | -              | -              | 0                     | 0                     | 0                     | 0                     | 15+      | 0      | 1           | 0          |
| M. Connolly     | 15                      | 2                       | 2                       | 0                       | ?              | -              | -              | -              | 1                     | 1                     | 0                     | 0                     | 16+      | 3      | 2           | 0          |
| C. Fiskerstrand | 7                       | -15                     | 0                       | 0                       | ?              | -              | -              | -              | 2                     | -4                    | 0                     | 0                     | 9+       | -19    | 0           | 0          |
| F. Gibbons      | 13                      | 0                       | 0                       | 0                       | ?              | 1              | -              | -              | 2                     | 0                     | 0                     | 0                     | 15+      | 1      | 0           | 0          |
| K. Green        | 16                      | 0                       | 4                       | 1                       | ?              | -              | -              | -              | 2                     | 0                     | 0                     | 0                     | 18+      | 0      | 4           | 1          |
| N. Heroum       | 11                      | 0                       | 1                       | 0                       | ?              | 1              | -              | -              | 2                     | 0                     | 0                     | 0                     | 13+      | 1      | 1           | 0          |
| R. Jarrett      | 16                      | 2                       | 0                       | 0                       | ?              | 1              | -              | -              | 2                     | 1                     | 0                     | 0                     | 18+      | 4      | 0           | 0          |
| I. Kaagman      | 22                      | 8                       | 0                       | 0                       | ?              | 1              | -              | -              | 2                     | 0                     | 0                     | 0                     | 24+      | 9      | 0           | 0          |
| D. Kerkdijk     | 19                      | 0                       | 5                       | 0                       | ?              | 2              | -              | -              | 2                     | 0                     | 1                     | 0                     | 21+      | 2      | 6           | 0          |
| E. Koivisto     | 9                       | 0                       | 1                       | 0                       | ?              | -              | -              | -              | -                     | -                     | -                     | -                     | 9+       | 0      | 1           | 0          |
| M. Le Tissier   | 22                      | 1                       | 3                       | 0                       | ?              | -              | -              | -              | 2                     | 0                     | 1                     | 0                     | 24+      | 1      | 4           | 0          |
| G.M. Lee        | 17                      | 3                       | 2                       | 0                       | ?              | -              | -              | -              | 2                     | 0                     | 0                     | 0                     | 19+      | 3      | 2           | 0          |
| F. Nokuthula    | 0                       | 0                       | 0                       | 0                       | ?              | -              | -              | -              | 0                     | 0                     | 0                     | 0                     | 0+       | 0      | 0           | 0          |
| D. O'Sullivan   | 9                       | 0                       | 0                       | 0                       | ?              | -              | -              | -              | 2                     | 0                     | 0                     | 0                     | 11+      | 0      | 0           | 0          |
| H. Olding       | 0                       | 0                       | 0                       | 0                       | ?              | -              | -              | -              | -                     | -                     | -                     | -                     | 0+       | 0      | 0           | 0          |
| K. Robinson     | 1                       | 0                       | 0                       | 0                       | ?              | -              | -              | -              | -                     | -                     | -                     | -                     | 1+       | 0      | 0           | 0          |
| E. Simpkins     | 14                      | 0                       | 1                       | 0                       | ?              | -              | -              | -              | 1                     | 0                     | 1                     | 0                     | 15+      | 0      | 2           | 0          |
| R. Stott        | 7                       | 0                       | 0                       | 0                       | ?              | -              | -              | -              | 0                     | 0                     | 0                     | 0                     | 7+       | 0      | 0           | 0          |
| M. Symonds      | 2                       | 0                       | 0                       | 0                       | ?              | -              | -              | -              | -                     | -                     | -                     | -                     | 2+       | 0      | 0           | 0          |
| M. Walsh        | 15                      | -26                     | 0                       | 0                       | ?              | -              | -              | -              | 0                     | 0                     | 0                     | 0                     | 15+      | -26    | 0           | 0          |
| A. Whelan       | 22                      | 4                       | 0                       | 0                       | ?              | -              | -              | -              | 2                     | 0                     | 0                     | 0                     | 24+      | 4      | 0           | 0          |
| V. Williams     | 17                      | 0                       | 1                       | 0                       | ?              | -              | -              | -              | 1                     | 0                     | 0                     | 0                     | 18+      | 0      | 1           | 0          |